# Athyrium hohuanshanense
Athyrium hohuanshanense là một loài thực vật có mạch trong họ Woodsiaceae. Loài này được Yoshik. miêu tả khoa học đầu tiên năm 1985.